# Anemone cathayensis
Anemone cathayensis är en ranunkelväxtart som beskrevs av Masao Kitagawa. Anemone cathayensis ingår i släktet sippor, och familjen ranunkelväxter. Utöver nominatformen finns också underarten A. c. hispida.